# Kamel le Magicien
Pour les articles homonymes, voir Boutayeb.
 (septembre 2016).
Si vous disposez d'ouvrages ou d'articles de référence ou si vous connaissez des sites web de qualité traitant du thème abordé ici, merci de compléter l'article en donnant les références utiles à sa vérifiabilité et en les liant à la section « Notes et références ».
Kamel Boutayeb, connu sous le nom de scène de Kamel le Magicien, est un prestidigitateur français né le 5 février 1980 à Livry-Gargan en Seine-Saint-Denis.

## Carrière
La carrière de Kamel Boutayeb démarre grâce à plusieurs passages télévisés, dont le Morning Live sur M6, Tout le monde en parle sur France 2, le Burger Quiz sur Canal+, Les Agités du bocal et La Grande Illusion sur France 4, où il fait des prestations.
Il est notamment connu pour sa chronique dans Le Grand Journal sur Canal+, à travers laquelle il réalise des tours de magie autour d'invités prestigieux, tels que Jennifer Lopez, Jackie Chan, Sharon Stone, Meryl Streep, Dustin Hoffman, Daniel Radcliffe, Bradley Cooper, Alicia Keys, Kylie Minogue, Hugh Jackman ou encore Katy Perry. 
En parallèle de sa carrière télévisuelle, il se produit sur scène au Théâtre Trévise à Paris puis à partir du 25 septembre 2013 au Théâtre du Temple.
Il fait une apparition dans le clip de la chanson Hiro du rappeur Soprano où il joue son propre rôle, et dans le film Beur sur la ville de Djamel Bensalah. Il fait également un passage dans l'édition 2013 du Marrakech du rire, présenté par Jamel Debbouze et diffusé sur M6.
De 2010 à 2013, il anime des émissions de street magie, où il réalise des tours spectaculaires en plein air devant un public toujours pour Canal +. Il est aussi coproducteur de ses émissions.
Il présente en 2012 avec Caroline Ithurbide Les Maîtres de la magie  sur Direct 8
En 2013, il tourne un documentaire, Kamel à Las Vegas, où il rencontre les plus grands prestidigitateurs américains. Un second volet est tourné au Japon : Kamel à Tôkyô, documentaire avec le comédien Steve Tran où il part à la recherche des meilleurs magiciens japonais.
Pour les 30 ans de Canal +, la chaîne lui confie une émission où Kamel piège les animateurs de la chaîne par le biais de la magie. Ophélie Meunier, Maïtena Biraben ou encore Antoine de Caunes y participent.
Son DVD Kamel le Magicien en live sort le 27 octobre 2015 (captation au Casino de Paris réalisé par Richard Valverde).
À l'automne 2016, il participe à la septième saison de l'émission Danse avec les stars sur TF1, aux côtés de la danseuse Emmanuelle Berne, et termine dixième de la compétition.
En 2020, il présente Kamel le Magicien bluffe les stars sur C8.
En 2023, il tient une chronique magie dans Télématin sur France 2.

## Prises de positions politiques
Lors d'un talk-show sur D8, interrogé par la journaliste Audrey Pulvar sur le tour qui constituerait pour lui un « défi » et qui marquerait « une vraie progression », il répond aussitôt : « c'est faire disparaitre Marine Le Pen », ce qui lui vaut des applaudissements enthousiastes de la seule Roselyne Bachelot,.

## Filmographie
- 2011 : Beur sur la ville : le boulanger du toit
- 2015 : Kamel le Magicien en live (vidéo - captation de spectacle)